# Comuna Tisno, Šibenik-Knin
Tisno este o comună în cantonul Šibenik-Knin, Croația, având o populație de 3.094 de locuitori (2011).

## Demografie
Componența etnică a comunei Tisno
     Croați (96,67%)
     Necunoscut (0,16%)
     Neclasificat (2,91%)
Componența confesională a comunei Tisno
     Catolici (93,67%)
     Fără religie și atei (2,23%)
     Necunoscută (1,26%)
     Alte religii (2,84%)
Conform recensământului din 2011, comuna Tisno avea 3.094 de locuitori. Din punct de vedere etnic, majoritatea locuitorilor (96,67%) erau croați. Apartenența etnică nu este cunoscută în cazul a 0,16% din locuitori. Din punct de vedere confesional, majoritatea locuitorilor (93,67%) erau catolici, cu o minoritate de persoane fără religie și atei (2,23%). Pentru 1,26% din locuitori nu este cunoscută apartenența confesională.

## Personalități născute aici
- Vjekoslav Kaleb (1905 - 1996), scriitor.